# Krähberg-Kapellenberg
Krähberg-Kapellenberg ist ein mit Verordnung des Regierungspräsidiums Tübingen vom 2. September 1985 ausgewiesenes Naturschutzgebiet mit der Nummer 4.126.

## Lage
Das Naturschutzgebiet befindet sich im Naturraum Mittlere Kuppenalb. Es liegt auf der Hochfläche der Schwäbischen Alb rund 300 m südlich des Ortsteils Eglingen der Gemeinde Hohenstein. Das Schutzgebiet ist Teil des FFH-Gebiets Nr. 7622-341 Großes Lautertal und Landgericht.

## Schutzzweck
Laut Verordnung ist der wesentliche Schutzzweck die Erhaltung und Verbesserung eines von landwirtschaftlichen Nutzflächen umgebenen restlichen Lebensraumes als Rückzugsfläche von vielen seltenen und zum Teil vom Aussterben bedrohten Pflanzen und Tierarten, die hier in einer besonderen Artenvielfalt vorkommen und die mit den anderen Heidegebieten der Umgebung im Zusammenhang stehen.

## Flora und Fauna
An gefährdeten Pflanzenarten sind vorhanden: Gewöhnliche Kuhschelle, Gewöhnliches Katzenpfötchen und Heide-Segge. Trotz seiner geringen Größe wurden im Gebiet 25 Großschmetterlingsarten festgestellt, davon werden 3 Arten auf der „Roten Liste“ geführt: Alexis-Bläuling, Kleiner Schlehen-Zipfelfalter und Roter Würfel-Dickkopffalter.

## Kapelle
Eine Gefährdung des Gebiets gibt es vor allem durch die Besucher der Kapelle. Die Eglinger Kapelle auf dem Krähberg (781 m) liegt mitten im Naturschutzgebiet und wurde 1904 als schlichte Holzkapelle errichtet. Die morsch gewordene Holzkapelle wurde 1951/52 durch die heutige, steingemauerte Kapelle ersetzt.